# إدوين فان ديك
إدوين فـان ديك (بالإنجليزية: Edwin Cooper Van Dyke)‏ هو عالم حشرات أمريكي، ولد في 7 أبريل 1869، وتوفي في 28 سبتمبر 1952.